# Biopsja kosmówki
Biopsja kosmówki (ang. chorionic villus sampling, CVS) – metoda diagnostyki prenatalnej, znajdująca zastosowanie w I trymestrze ciąży, przede wszystkim między 11. a 14. tygodniem ciąży. Polega na przezbrzusznej lub przezszyjkowej biopsji kosmków kosmówki pod kontrolą USG. Z pobranych tkanek izoluje się DNA lub chromosomy, co umożliwia  badanie cytogenetyczne. Zabieg CVS obarczony jest ryzykiem niewielkiego krwawienia, immunizacji (gdy matka jest Rh-), wycieku płynu owodniowego i samoistnego poronienia.